# Município de Delaware (condado de Defiance, Ohio)
Localização do Ohio nos E.U.A.
O município de Delaware (em inglês: Delaware Township) é um município localizado no condado de Defiance no estado estadounidense de Ohio. No ano 2010 tinha uma população de 2134 habitantes e uma densidade populacional de 22,9 pessoas por km².

## Geografia
O município de Delaware encontra-se localizado nas coordenadas 41° 18′ 11″ N, 84° 30′ 27″ O. Segundo a Departamento do Censo dos Estados Unidos, o município tem uma superfície total de 93.17 km², da qual 92,01 km² correspondem a terra firme e (1,25 %) 1,16 km² é água.

## Demografia
Segundo o censo de 2010, tinha 2134 pessoas residindo no município de Delaware. A densidade de população era de 22,9 hab./km².